# Hélder Rodrigues
Hélder Fernando Simões Cerqueira Rodrigues (Lisbona, 28 luglio 1978) è un pilota motociclistico portoghese, specializzato nei rally raid, ritiratosi dall'attività agonistica.

## Carriera
Nel 2011 Rodrigues, in virtù di piazzamenti regolari (una vittoria e tre secondi posti), si è aggiudicato il Campionato mondiale cross country rally, su Yamaha-Red Bull. Già terzo al Rally Dakar 2011, alle spalle dei piloti KTM Marc Coma e Cyril Despres (sei vittorie alla Dakar, tre a testa alternativamente, nelle ultime sei edizioni), ha invece messo alle spalle Marc Coma, che pure si era aggiudicato tre della quattro prove. Nel 2016, dopo tre stagioni con Honda, torna a Yamaha per occuparsi dell sviluppo della nuova WR 250F. La sua ultima apparizione al Rally Dakar risale all'edizione 2017 anno in cui chiude al diciassettesimo posto.

## Palmarès

### Rally Dakar
| Anno | Moto          | Posizione     | Tappe vinte   |
| ---- | ------------- | ------------- | ------------- |
| 2006 | KTM           | 9º            |               |
| 2007 | Yamaha        | 5º            | 2             |
| 2008 | Non disputato | Non disputato | Non disputato |
| 2009 | KTM           | 5º            | 1             |
| 2010 | Yamaha        | 4º            |               |
| 2011 | Yamaha        | 3º            | 1             |
| 2012 | Yamaha        | 3º            | 2             |
| 2013 | Honda         | 7º            |               |
| 2014 | Honda         | 7º            |               |
| 2015 | Honda         | 12º           | 2             |
| 2016 | Yamaha        | 5º            | 1             |
| 2017 | Yamaha        | 7º            |               |

### Altri risultati
- 9º nel Campionato mondiale cross country rally 2009 - Classe unica
- 3º nel Campionato mondiale cross country rally 2010 - Classe 450 cc
- 1º nel Campionato mondiale cross country rally 2011 - Classe unica (450cc)[4]